# (45500) Motegi
(45500) Motegi (2000 BN3) – planetoida z pasa głównego asteroid okrążająca Słońce w ciągu 5,51 lat w średniej odległości 3,12 j.a. Odkryta 27 stycznia 2000 roku.